# Tunguska eksplozija 1908.
Tunguska eksplozija 1908. (također Velika sibirska eksplozija) naziv je za eksploziju koja se je dogodila 1908. u blizini rijeke Podkamene Tunguske u Sibiru.
Eksplozija se dogodila oko 7:14 sati ujutro po mjesnom vremenu30. lipnja 1908. (17. lipnja po Julijanskom kalendaru).
Geokemijske analize tla oko mjesta eksplozije ukazuju na sudar malog kamenog asteroida i Zemljine atmosfere. Procjenjuje se da je asteroid promjera 50-60 metara udario u atmosferu iz smjera istok-jugoistoka, brzinom od oko 27 km/s, raspao se te detonirao na visini između pet i deset kilometara bez posljedičnog udarnog kratera.
Početkom 21. stoljeća pronađeni su mikroskopski komadići impaktora.

## Jačina eksplozije
Procjene energiji oslobođene pri eksploziji kreću se od 5 megatona pa čak do 30 megatona, a 10 – 15 megatona uzima se kao najvjerojatnija stvarna jačina eksplozije – otprilike jednako termonuklearnoj eksploziji Castle Bravo u veljači 1954. ili oko 1000 puta snažnije od atomskog bombardiranja Hirošime i Nagasakija te oko trećine snage Car-bombe, najjačeg nuklearnog oružja ikada detoniranoga.

## Tijek događaja
Većina očevidaca svjedoči o jednoj eksploziji, iako neki spominju više njih. Prigodom eksplozije stabla u krugu od 30 kilometara uništena su, spaljena i svinuta, a prozori i vrata u 65 km udaljenom mjestu Vanavara popucali su. Procjenjuje se da je događaj obuhvatio područje od 2000 km2 i uništio 60 milijuna stabala. Čak su i putnici Transsibirske pruge, udaljene oko 600 km, svjedočili o potresima i svjetlima na nebu. Jedan lovac preminuo je od snažnog udarnog vala, a moguće je da je poginulo i više ljudi.
Oko 7:17 ujutro po mjesnom vremenu, domorodačko stanovništvo i ruski doseljenici u brdima sjeverozapadno od Bajkalskog jezera promatrali su snop jakog svjetla, gotovo jakog poput Sunca, kako se kreće po nebu. Desetak minuta kasnije dogodio se bljesak i čuo zvuk sličan topničkoj paljbi. Očevidci bliže eksploziji iskazali su da se zvuk kretao od istoka prema sjeveru. Zvuk su pratili udarni valovi koji su odgurnuli ljude na pod i razbili stakla prozora. Neki očevidci samo su prijavili zvukove eksplozije, a ne i da su je vidjeli. Iskazi se razlikuju.
Eksploziju su registrirale seizmološke stanice diljem Euroazije. U nekim mjestima podrhtavanje tla bilo je snažno kao potres magnitude 5,0 na Richterovoj ljestvici. Također se kao nuspojava pojavila fluktuacija u atmosferskom tlaku koja je bila dovoljno jaka da se uočila u Velikoj Britaniji. Tijekom sljedećih dana, noćno nebo u Aziji i Europi bilo je tako osvijetljeno da se Londonu moglo čitati novine.
U SAD-u, opservatoriji Smithsonian Astrophysical i Mount Wilson uočili su smanjenje u atmosferskoj prozirnosti koja je trajala nekoliko mjeseci.  

### Odabrani izvještaji očevidaca
- Svjedočenje S. Semenova, zabilježio Leonid Kulik u svojoj ekspediciji 1930.[9]

Tijekom doručka, sjedio sam kraj kuće kod trgovinske postaje Vanavare (65 kilometara južno od eksplozije), okrenut prema sjeveru. [...] Odjednom sam uočio da se točno prema sjeveru, iznad Onkoulove Tunguske ceste, nebo podijelilo na dva i vatra pojavila visoko iznad šume (kao što je Semenov pokazao, oko 50 stupnjeva gore – bilješka ekspedicije). Podjela na nebu postajala je sve jača i cijela sjeverna strana bila je prekrivena vatrom. U tom trenutku postalo je tako vruće da više nisam mogao podnijeti, kao da je moja košulja gorjela; sa sjeverne strane, gdje je bila vatra, isijavala je snažna vrućina. Htio sam poderati košulju i baciti je na pod, ali onda se nebo zatvorilo. I čuo se snažan prasak, a mene je odbacio na pod. Izgubio sam osjetila na trenutak, ali onda je izašla moja žena i povukla me u kuću. Nakon toga došao je opet neki zvuk, kao da je padalo kamenje ili pucalo topništvo, tlo se zatreslo, i kada sam bio na podu pognuo sam glavu prema dolje, u strahu da je neće razbiti kamenje. Kada se nebo otvorilo, vruć zrak prohujao je između kuća, kao od topa, što je ostavilo tragove na zemlji kao kod staze, te je oštetio neke usjeve. Kasnije smo vidjeli da su porazbijani mnogi prozori, a u staji je pukao lokot od čelika.
- Svjedočenje Chuchana od plemena Shanyagir koje je zabilježio I. M. Suslov 1926.[10]

Imali smo kolibu kraj rijeke, s mojim bratom Chekarenom. Spavali smo. Odjednom smo se obojica probudili u isto vrijeme. Netko nas je gurnuo. Čuli smo zviždanje i jak osjetili jak vjetar. Chekaren je rekao: „Čuješ li sve te ptice kako lete iznad nas?” Obojica smo bili u kolibi, nismo mogli vidjeti što se vani događa. Odjednom, opet me je nešto gurnulo, ovog puta tako jako da sam pao u vatru. Prestrašio sam se. I Chekaren se prestrašio. Zvali smo tatu, mamu, brata, ali nitko se nije javio. Čuo se zvuk daleko od kolibe, čuli smo kako drveće pada. Chekaren i ja smo izašli iz vreća za spavanje i htjeli smo potrčati, ali onda je udarila grmljavina. To je bila prva grmljavina. Zemlja se tresla, vjetar je udario našu kolibu i prevrnuo je. Moja tijelo odgurnuli su štapići, ali glava mi je bila u vidiku. Onda sam vidio čudo: drveća su padala, grane su gorjele, postalo je jako svijetlo, kako da to opišem, kao da je bilo drugo Sunce, zaboljele su me oči, čak sam ih zatvorio. Bilo je to kao ono što Rusi zovu bljesak. I odmah nakon toga čuo se prasak. I druga gramljavina. Jutro je bilo sunčano, nije bilo oblaka, Sunce je sjalo, i odjednom se pojavilo drugo kraj nje!
Chekaren i ja smo imali poteškoće nastojeći izaći ispod ostataka naše kolibe. Onda smo vidjeli da se iznad, ali na drugom mjestu, pojavio drugi bljesak. To je bio treći udar. Opet je došao vjetar i oborio nas s nogu, udario o oborena drveća.
Pogledali smo prema palim drvećima, gledali kako vrhovi pucaju, gledali vatre. Odjednom, Chekaren je povikao: „Pogledaj gore!” i pokazao svojom glavom. Pogledao sam i vidio još jedan bljesak i onda se pojavila još jedna grmljavina. Ali slabijeg zvuka. To je bio četvrti udar, kao normalna gramljavina.
Sada se sjećam da je bila još jedna gramljavina, ali mala, i daleko, tamo gdje Sunce odlazi spavati.
- Novine Sibir, 2. srpnja, 1908[11]

17. lipnja, oko 9 ujutro, promatrali smo prirodnu pojavu. Na sjeveru sela Karelinski (200 kilometara sjeverno od Kirenska) seljaci su vidjeli prema sjeverozapadu, razmjerno visoko iznad horizonta, neko čudno blještavo (nemoguće izravno pogledati) plavo-bijelo nebesko tijelo, koje se 10 minuta spuštalo dolje. Tijelo je izgledalo kao cijev, tj. cilindar. Na nebo nije bilo oblaka, izuzev jednog malog crnog oblaka koji se kretao prema tijelu. Bilo je vruće i suho. Kako se tijelo približavalo šumi, počelo se raspadati i pretvorilo u ogromni val crnog dima te se čulo jako lupanje (a ne grmljavina), kao da je padalo kamenje ili pucali topovi. Zatresle su se sve zgrade. Istodobno, oblak je počeo emitirati plamenove nejasnih oblika. Sva sela pogodila je panika, mještani su jurili po ulicama, žene su plakale misleći da je ovo kraj svijeta.
Autor ovih redaka u međuvremenu je bio u šumi, oko 6 kilometara sjeverno of Kirenska te čuo prema sjeverozapadu nekakvu topničku paljbu koja se ponavljala u intervalu od 15 minuta ili barem 10 minuta. U Kirensku je porazbijano nekoliko prozora na zgradama okrenutima prema sjeveru.
- novine Sibirski život, 27. srpnja, 1908[12]

Kada je pao meteor, zabilježeni su jaki podrhtaji tla, a u blizini sela Lovat čule su se dvije snažne eksplozije kao od jakoga topničkog pucanja.
- novine Krasnojarec, 13. srpnja, 1908[13]

Selo Kezhemskoje. 17. je promatran neobični atmosferski fenomen. U 7:43 zvuk sličan jakom vjetru čuo se. Odmah nakon toga začuo se užasan udarac koji je slijedio potres koji je doslovce potresao zgrade, kao da ih je udario težak kamen. Nakon prvoga udara slijedio je drugi, pa potom treći. Između prvog i drugog udara zabilježen je neobični podzemni zveket, slično željezničkoj pruzi po kojoj istodobno prolazi tisuću vlakova.
Nebo se, na prvi pogled, činilo bistrim. Nije bilo vjetra ili oblaka. Međutim, pažljivije gledajući prema sjeveru, tj. gdje se čula većina udara, neka vrsta pepeljastog oblaka vidjela se prema horizontu koji je postajao sve manji i prozirniji. Oko 2 – 3 sata popodne, potpuno je nestao.

## Istraživanje
1921. godine profesor Leonid Aleksejevič Kulik nagovorio je sovjetsku vladu da financira istraživanja o Tunguskoj eksploziji. 1927. godine vodio je ekspediciju sa zadatkom da se istraži što se dogodilo 1908. godine. Kulik nije pronašao udarni krater nego radijalno položeno, uništeno i spaljeno drveće.. Začudo, nije našao nikakav udarni krater, nego samo uništeno i spaljeno drveće.
Kasnija ekspedicija Gennadija Plekhanova nije pronašla nikakvu kontaminaciju radioaktivnim tvarima.

### Hipoteze uzroka eksplozije
Vodeća hipoteza, na temelju geokemijskih istraživanja regije, objašnjava eksploziju eksplozijom stjenovitog asteroida promjera 50-60 metar barem pet kilometara iznad tla. Analiza močvarnih područja pokazala je brojne anomalije povezane s udarima asteroida, kao što su poremećeni odnosi izotopa ugljika, vodika i dušika u slojevima iz 1908. godine u usporedbi s drugim slojevima.
Također, isti slojevi pokazuju jaku anomaliju - visoke razine nikla i iridija, što je inače povezano s udarima asteroida.
Pretpostavlja se da je meteor eksplodirao 5 kilometara iznad tla te da zbog toga nije prouzročio krater. Početkom 21. stoljeća u pripadajućem sloju tla pronađeni su mikroskopski komadići stijena asteroidnog porijekla, što je jedan od najvećih dokaza da je eksploziju uzrokovao asteroid.
1930. godine britanski astronom F. J. W. Whipple iznio je hipotezu po kojoj je uzrok eksplozije bio mali komet jer se svojevremeno smatralo da su kometi građeni uglavnom od ledova, za što se danas zna da nije točno. Slovački astronom Lubor Kresak čak je predložio da bi se moglo raditi o komadiću kometa Encke. Međutim, Zdenak Sekanina objavio je članak u kojem je kritizirao tu hipotezu jer bi takva vrsta kometa dezintegrirala, pa je vjerojatnije da se radi o asteroidu.
Ruski geolog Vladimir Epifanov iznio je hipotezu da se radilo o ogromnoj eksploziji nagomilanog metana iz tla, a druge hipoteze govore o komadiću antitvari koja je naletjela na Zemlju, deuteriju iz kometa koji je u dodiru s atmosferom prouzročio prirodnu hidrogensku eksploziju, malu crnu rupu, itd. Ni za jednu od ovih hipoteza ne postoje dokazi.

## U popularnoj kulturi
- Zvjezdane staze: Originalna serija, u epizodi That Which Survives, Sulu spominje tungusku eksploziju kao moguć uzrok potresa koji je doživjela njegova ekipa nakon slijetanja
- U Dosjeima X, u epizodama Tunguska i Terma, spominje se da je tunguska eksplozija bila uzrokovana padom meteora. Fox Mulder putuje s Aleksom Krycekom do lokacije udara gdje otkrivaju tajnu vojnu instalaciju
- U filmu Istjerivači duhova, Dr. Ray Stantz (Dan Aykroyd) spomene pri kraju filma događaj: Sudjelovali ste u najvećem međudimenzionalnom rascjepu od Tunguska eksplozije 1909.! – pogriješivši nadnevak eksplozije za godinu dana
- U filmu Prvi svemirski brod do Venere iz 1960., zasnovanu na romanu koji je napisao Stanislav Lem, ekspedicija otkriva magnetski stroj kod Tunguske čije je porijeklo s Venere

## Vanjske poveznice
- Dr. Andrei E. Zlobin, 2013, br. 2
- Dr. Andrei E. Zlobin, 1304.8070 arXiv.org, 2013, br. 1 (PDF)
- A. E. Zlobin, Tunguska, 2007.
- Tunguski komet 1908. (rus.)  Arhivirana inačica izvorne stranice od 25. srpnja 2008. (Wayback Machine)
- Astrobiology, sv. 4, br. 3, 2004, 391-399
- Tunguska enigma
- Tunguska i istraživanja  Arhivirana inačica izvorne stranice od 25. travnja 2013. (Wayback Machine)
- Tunguska katastrofa  Arhivirana inačica izvorne stranice od 27. rujna 2006. (Wayback Machine)
- Rasprave o događaju
- Tunguska.ru (engl.) (rus.)